# Stolzia (geslacht)
Stolzia is een geslacht van rechtvleugeligen uit de familie veldsprinkhanen (Acrididae). De wetenschappelijke naam van dit geslacht is voor het eerst geldig gepubliceerd in 1930 door Willemse.

## Soorten
Het geslacht Stolzia omvat de volgende soorten:
- Stolzia aberrans Willemse, 1938
- Stolzia atrifrons Willemse, 1955
- Stolzia borneensis Willemse, 1938
- Stolzia fasciata Willemse, 1933
- Stolzia flavomaculata Willemse, 1939
- Stolzia hainanensis Tinkham, 1940
- Stolzia javana Ramme, 1941
- Stolzia jianfengensis Zheng & Ma, 1989
- Stolzia nigromaculata Willemse, 1938
- Stolzia rubritarsi Willemse, 1932
- Stolzia rubromaculata Willemse, 1930
- Stolzia trifasciata Willemse, 1932